# Fort Providence
Fort Providence (Slavey: Zhahti Koe „Missionshaus“) ist ein 160 Meter hoch gelegener Weiler in der Region Dehcho in den Nordwest-Territorien in Kanada. Westlich des Großen Sklavensees gelegen, kann der Ort bei jedem Wetter über die Straße erreicht werden: Durch den Yellowknife Highway. Die über den Mackenzie-Fluss führende Deh-Cho-Brücke, die die Eisbrücke im Winter und die Fähre im Sommer ablöst und so eine ganzjährige schnelle Überquerung ermöglicht, wurde 2012 festgestellt.
Fort Providence ist als Ausrichter des jährlichen Mackenzie Daze-Festes bekannt. Dieses findet im August statt.
Die Einwohnerzahl betrug laut kanadischem Zensus von 2006 727 und die Bevölkerungsdichte 2,8. Die Mehrheit gehört dem Volk der Dene an.
Die Dene von Fort Providence werden von dem Deh Gah Gotie Dene Council repräsentiert und die Métis durch Fort Providence Métis Local 57. Beide Gruppen gehören zu den Dehcho First Nations.
Der Ort besitzt einen Flugplatz. Er liegt 5,6 km östlich des Weilers und heißt Fort Providence Water Aerodrome.

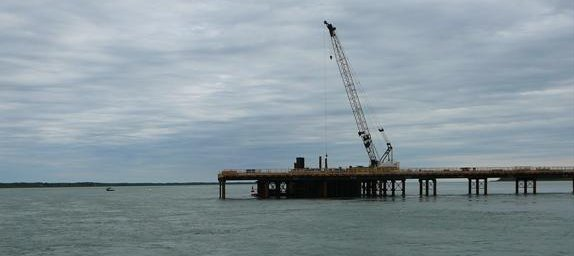
Mackenzie River Brücke, August 2008 – dieses Foto zeigt die Mackenzie-Brücke im Bau. Die provisorische Brücke wird zum Bau von 5 Stützen für die eigentliche Brücke genutzt.